# Hartmann-Shacksensor
Een Hartmann-Shacksensor (ook Shack-Hartmannsensor genoemd) is een golffrontsensor voor het opmeten van een optisch golffront.

## Opbouw

Principe van de Hartmann-Shacksensor
PWF = vlak golffront, DWF = vervormd golffront, AML = array van microlensjes, CCD = CCD-sensor

Één lensje van de Hartmann-Shacksensor
d = diameter, f = brandpuntsafstand, Δy = helling plaatselijk golffront; L = lensje, CCD = CCD-sensor

De Hartmann-Shacksensor bestaat uit een tweedimensionaal array van lensjes met allemaal dezelfde brandpuntsafstand, en een optische 2D-detector. Elk van de lensjes genereert in het brandvlak een beeld dat ten opzichte van de referentiepositie verschoven is overeenkomstig de plaatselijke helling van het golffront. De verschuiving van al deze beeldpunten kan met positiegevoelige detectoren of met een CMOS- of CCD-camerachip worden gemeten.

## Werking
Een invallend golffront genereert op de camerachip een karakteristiek puntenpatroon. Elk lensje zal op de chip een lichtpunt genereren. Bij een vlak en loodrecht invallend golffront komen de onderlinge afstanden tussen de lichtpunten overeen met de onderlinge afstanden tussen de lensjes. Door analyse van de lokale afwijking van de punten ten opzichte van hun ideale positie kan men conclusies trekken over de lokale helling van het golffront. Wiskundig kan het golffront bijvoorbeeld worden beschreven met behulp van Zernikepolymomen. Bij een lichtgolf is rechtstreekse fasemeting niet mogelijk. De Hartmann-Shacksensor biedt een methode om deze fase-informatie in een meetbare intensiteitsverdeling om te zetten.

## Dynamisch bereik en gevoeligheid
Een nadeel van de Hartmann-Shacksensor is dat de meetnauwkeurigheid en het dynamisch bereik niet onafhankelijk van elkaar zijn. Als een golffront onder een hoek {\displaystyle \Theta } op een afzonderlijke lens invalt, wordt de kleinste nog waarneembare kanteling van het golffont bepaald door:
{\displaystyle \Theta _{\mathrm {min} }={\frac {\Delta y_{\mathrm {min} }}{f}}}.
Tegelijkertijd wordt de grootste detecteerbare kanteling van het golffront gegeven door:
{\displaystyle \Theta _{\mathrm {max} }={\frac {\Delta y_{\mathrm {max} }}{f}}={\frac {d/2}{f}}}
Daarbij zijn f de brandpuntsafstand en d de diameter van de lens en ymin de kleinste door deze sensor waarneembare verplaatsing van het brandpunt.
Wil men nu voor dezelfde detector de meetnauwkeurigheid Θmin vergroten, dan moet men daartoe de brandpuntsafstand f van de lenzen vergoten. Een vergroting van de brandpuntsafstand leidt echter tegelijk tot een ermindering van het dynamisch bereik Θmax. Dat heeft tot gevolg dat de meetnauwkeurigheid en het dynamisch bereik onderling afhankelijk zijn en niet willekeurig veranderd kunnen worden. Daarom moeten de parameters van een Hartmann-Shacksensor aangepast worden aan het gewenste toepassingsgebied.

## Geschiedenis
Het principe van de sensor werd reeds in 1900 door Johannes Franz Hartmann gepubliceerd. Circa 70 jaar later bouwden Roland Shack en Ben Platt een werkend apparaat. Daarom wordt in de VS meestal Shack als eerste genoemd, terwijl elders gewoonlijk, naar de historische volgorde en zoals ook door Shack zelf is voorgesteld, Hartmann als eerste wordt genoemd. Het basisprincipe schijnt echter reeds 400 jaar eerder, zelfs nog vóór Christiaan Huygens, door de Oostenrijkse Jezuïet Christopher Scheiner te zijn gedocumenteerd. De sensor werd voor het eerst in 1994 gebruikt voor het meten van afbeeldingsfouten van het menselijk oog gebruikt.

## Toepassingen
- In de kwaliteitscontrole van optische componenten, voor het beoordelen van oppervlakte- en transmissiekwaliteiten.
- In de lasertechniek, voor het karakteriseren van de optische eigenschappen van de laserstraal.
- In de astronomie, voor het meten van atmosferische verstoringen van het golffront van het licht van sterren. Met de resultaten wordt de adaptieve optiek van spiegeltelescopen aangestuurd.
- In de oogheelkunde, om de afbeeldingsfouten van het menselijke oog nauwkeurig te meten, vooral ten behoeve van het plannen van refractiechirurgische ingrepen.